# 近鉄460系電車
近鉄460系電車（きんてつ460けいでんしゃ）は、1954年に木造車の鋼体化により登場した近畿日本鉄道の通勤形電車の一系列である。奈良線系統の木造車両から台枠・台車・窓枠や主要機器を流用し、車体を鋼体化する形で製造された。

## 概要
戦後奈良線系統の木造車は全体の13％を占めており、保守に関して現場から不満の声が挙がっていた。このうちモ261形・ク101形・モ250形の3形式27両は車齢的に台枠・機器類などの流用が可能であり、1955年ごろになると鋼体化技術が進み木造車時代と同等の重量で鋼体化できると判明したことから、外板のみの簡易鋼体化を行い継続使用することになった。それにより1954年から1957年にかけてできたのが本系列である。改造元となった車両との番号対照は下記の通り。
モニ261形モニ261 - 264 → モ460形モ461 - 464
モ261形モ275・266 - 274・265 → モ460形モ465 - 475
モ250形モ252 - 257・251 → モ460形モ476 - 482
ク101形ク101 - 105 → サ300形サ301 - 305
改造は全車とも近畿車輛（近車）である。1954 - 1955年に改造されたモ466 - 475・サ301 - 305を1次車、1955年に改造されたモ461 - 465を2次車、1957年に改造されたモ476 - 482を3次車とする。

## 車体
15 m級の半鋼製車体を持つ3扉車であり、種車の都合から1・2次車と3次車で車体の長さがわずかに異なる（1・2次車が15,230 mm、3次車が15,361 mm）。モ460形は1次車と2・3次車で前面形状が異なり、1次車がHゴム支持2枚窓の非貫通形、2・3次車が3枚窓の貫通形で、どちらも片運転台車となっている。運転台の向きは、奇数車が奈良向き、偶数車が大阪向きである。サ300形は切妻車体で両貫通である。なお、木造車時代に取り付けられていたトラス棒は全車とも撤去されている。鋼体の各部材などにプレス物・室内天井部にアルミ板を使用するなど軽量化に努めた結果、モ260形時代の28.8 tからモ460形の29.4 tとほとんど車重を増すことなく鋼体化に成功している。室内灯は1・2次車が白熱灯であったが、3次車は蛍光灯となっている。なお、1次車は窓枠・側扉も流用されたが、2・3次車ではすべて新製されている。パンタグラフはモ460形に搭載しており、製造当初は全て連結面側に搭載されたが、1次車のうち、467・473・475・477については1965年ごろに運転台側に移設された。

## 主要機器
主要機器は流用元の物をそのまま使用し、主電動機は105馬力(78.33kW)のゼネラル・エレクトリック(GE)社製GE-240B形4基搭載であり吊り掛け式で装架、台車も同様のアメリカのボールドウィン社製BW-78-25Aである。制御器はMK手動式に統一された。ブレーキについては1・2次車は改造当初非常直通ブレーキを流用していたが、3次車の竣工に先立ち1956年12月にA自動空気ブレーキに改造されている。3次車については改造時よりA自動空気ブレーキとなっている。

## 改番・改造
1963年には車内灯が白熱灯のままだった1・2次車において室内灯の蛍光灯化が放送装置設置と併設で実施された。また同じ年にはモ461・モ462・モ463の3両に台車交換を実施し、モ461の台車は近車製のKD-40に、モ462・463は同じく近車製のKD-46に交換された。
1964年にモ460形の1次車2両が制御車に改造されク360形となり、モ660形とペアで大和鉄道(現:田原本線)に貸し出された。改造元との対照は下記の通り。
モ460形モ469・471 → ク360形ク361・362
1966年にはさらに4両が改造されたが、こちらは3次車からの改造で貫通形であることからク370形とされた。こちらはモ600形と4両編成を組み京都線で使用されている。
モ460形モ476・478・480・482 → ク370形371 - 374
また、1965年にはモ467・473・475・477の4両について、パンタグラフを連結面寄りから運転台寄りに移設している。

## 運用・廃車
奈良線系統で使用されており、前述のように貸し出されて大和鉄道や京都線でも使用されていた。
1969年9月21日に奈良線系統は架線電圧を従来の600Vから1500Vに昇圧したが、性能上劣る上に老朽化が進んでいた本形式は昇圧改造の対象外となり、全車が廃車されている。